# Megachile chrysognatha
Megachile chrysognatha là một loài Hymenoptera trong họ Megachilidae. Loài này được Cockerell mô tả khoa học năm 1943.